# Eemskanaal Noordzijde

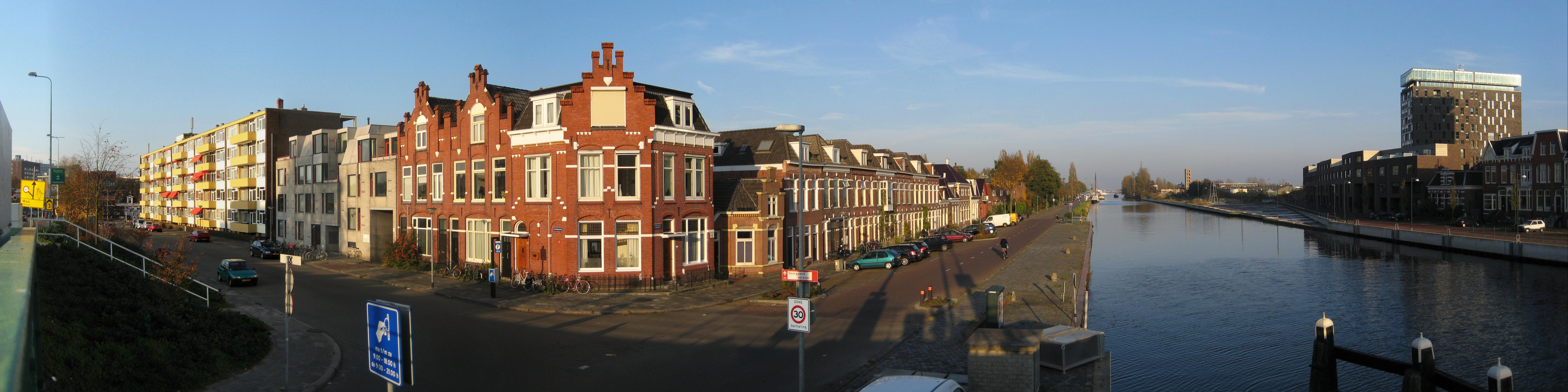
Het Eemskanaal NZ (midden) in 2011. Links de Damstersingel.

Het Eemskanaal Noordzijde is een straat in de stad Groningen die loopt langs de noordzijde van het Eemskanaal van de Damstersingel in het westen naar Damsterpad en de sluiskolk van de Oostersluis in het Van Starkenborghkanaal aan de oostzijde.
Langs het westelijke deel van de straat, die hier de zuidgrens vormt van de Damsterbuurt, staat bebouwing uit de late negentiende en vroege twintigste eeuw, gevolgd door eengezinswoningen en appartementsbouw uit het plan Damsterbuurt III (ca. 1980). Het oostelijke deel bestaat uit bedrijfsbebouwing en een jachthaven. 
De straatnaam wordt ook verderop aan het kanaal gebruikt rond Woltersum, ten zuiden van Appingedam en nabij de haven van Delfzijl.
Aweg ·
Bedumerweg ·
Damstersingel .
Eemskanaal Noordzijde .
Herman Colleniusstraat .
Holtstek .
Korreweg .
Kraneweg .
Petrus Campersingel ·
Westersingel ·